# 小島太郎
小島 太郎（、1959年〈昭和34年〉12月22日 - ）は日本映画の製作担当者、元東宝映像美術取締役、ドリームスタジオ取締役営業企画部長。大阪府出身。

## 人物・エピソード
1983年、東宝映像に中途入社。CF部のプロデューサーとして、CFを多数制作。その後、テレビ、映画、イベント映像など多岐に渡る映像作品を手掛ける。
ゴジラシリーズの特技監督である川北紘一とはCM時代からのつながりがあり、小島は川北にいい画を撮らせてあげたいという思いを常に抱いていたという。『ゴジラvsスペースゴジラ』（1994年）のころは川北が多忙であったため、川北が監督する予定であったCMを小島が手掛け、クライアントがチェックに来るときだけ川北が監督しているように見せかけていたという。『ゴジラvsデストロイア』（1995年）では、品川駅沿いから新幹線の横を逃げるエキストラをどうしても撮りたいという川北のため、土下座までして撮影許可を得たこともあった。

## 映画
| 公開年月日     | 作品名                 | 制作（配給）      | 役職       |
| -------------- | ---------------------- | ----------------- | ---------- |
| 1989年12月16日 | ゴジラvsビオランテ     | 東宝映画 （東宝） | 製作係     |
| 1991年12月14日 | ゴジラvsキングギドラ   | 東宝映画 （東宝） | 製作担当者 |
| 1992年12月12日 | ゴジラvsモスラ         | 東宝映画 （東宝） | 製作担当者 |
| 1993年12月11日 | ゴジラvsメカゴジラ     | 東宝映画 （東宝） | 製作担当者 |
| 1994年7月9日   | ヤマトタケル           | 東宝映画 （東宝） | 製作担当者 |
| 1994年12月10日 | ゴジラvsスペースゴジラ | 東宝映画 （東宝） | 製作担当者 |
| 1995年12月9日  | ゴジラvsデストロイア   | 東宝映画 （東宝） | 製作担当者 |
| 1996年12月14日 | モスラ                 | 東宝映画 （東宝） | 製作担当者 |
| 1997年12月13日 | モスラ2 海底の大決戦   | 東宝映画 （東宝） | 製作担当者 |